# Oroclintrus
Oroclintrus là một chi bướm đêm thuộc họ Blastobasidae.